# Жованик, Андрей Евгеньевич
Андрей Евгеньевич Жованик (укр. Андрій Євгенович Жованик, позывной — Татарин; 8 сентября 1979, Киев — 2 августа 2022, Соледар) — украинский военнослужащий, лейтенант, участник российско-украинской войны. Герой Украины (2024, посмертно).

## Биография
В 1997 году окончил Киевский национальный университет строительства и архитектуры, а также военную кафедру при университете. Более 15 лет работал в строительной отрасли: участвовал в строительстве комплекса «Метроград» в центре Киева, руководил отделом ремонта и строительства в Национальном университете пищевых технологий, а также строительным отделом завода «Росинка». Под его руководством проводились отделочные работы в Театре кукол на склонах Днепра. Работал инженером технического надзора в компаниях «БРСМ-Нафта» и «Сокар Украина».
С начала 1990-х годов участвовал в вооружённых конфликтах в Приднестровье и Грузии. С лета 2014 года с перерывами воевал на Донбассе в составе «Правого сектора». Участвовал в боях за населённые пункты Степановка, Амвросиевка, Многополье, Пески, Авдеевка и в районе Донецкого аэропорта.
29 июня 2016 года командовал штурмом высоты 223 на Светлодарской дуге, где погиб Василий Слипак.
С 24 февраля 2022 года, с начала полномасштабного вторжения России в Украину, воевал в составе ОДЧ «Карпатская Сечь». Участвовал в боях за Киев, Киевскую, Черниговскую, Харьковскую и Донецкую области, включая Бахмут и Соледар. 2 августа 2022 года погиб в бою на восточной окраине Соледара.
Похоронен 5 августа 2022 года на Центральной аллее славы Байкового кладбища в Киеве рядом с могилой Олега Куцина, командира 49-го отдельного стрелкового батальона «Карпатская Сечь».

## Награды
- Звание «Герой Украины» с удостоением ордена «Золотая Звезда» (24 февраля 2024, посмертно) — за личное мужество и героизм, проявленные в защите государственного суверенитета и территориальной целостности Украины, верность военной присяге[1].